# 小さなペットショップ

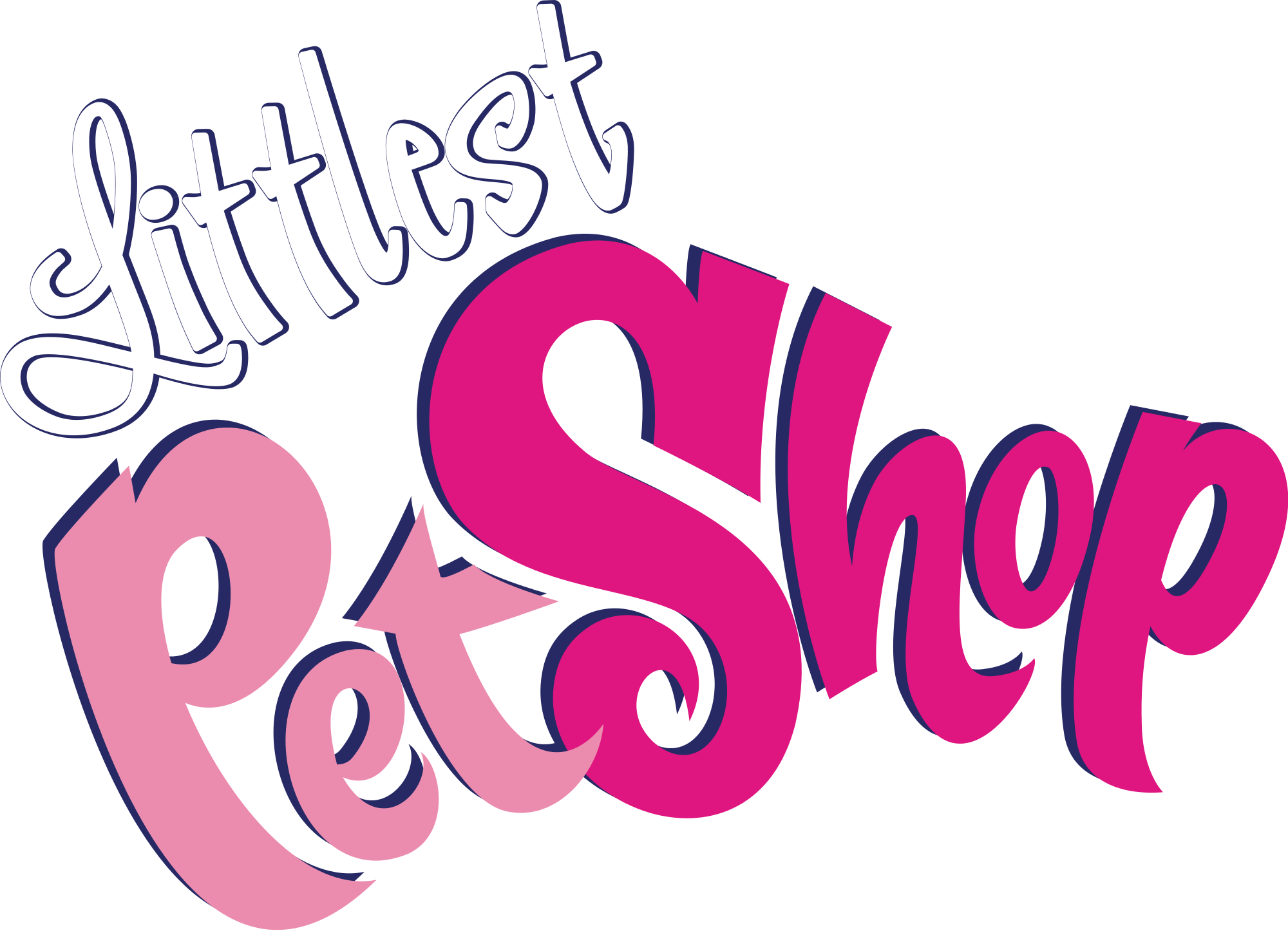

『小さなペットショップ』はカナダのコメディアニメ。Littlest Pet Shopは、DHX Media for The Hubが制作したアメリカ系カナダ人の子供向けアニメーションテレビシリーズ。ハズブロによるLittlest Pet ShopとBlythe toylineをベースにした作品。日本でアニメは放送されておらず、Littlest Pet Shopの玩具も野村トーイで一時期「ちいさなペットやさん」として販売された以外は情報がない。

## あらすじ
ある日、10代の女の子、ブライスは父親と共に別の町に引っ越すことになる。引っ越し先の隣にあるリトレスト・ペットショップに入ったブライスは、そこにいるペットたちと話ができることに気が付く。そのペットショップは閉鎖寸前で、ペットたちはブライスに助けを求める。そこで、ブライスはオーナーのトゥオンブリー夫人に「ペットの服や衣装を販売する」計画を話し、そのペットショップで働くことにする。

## 原点

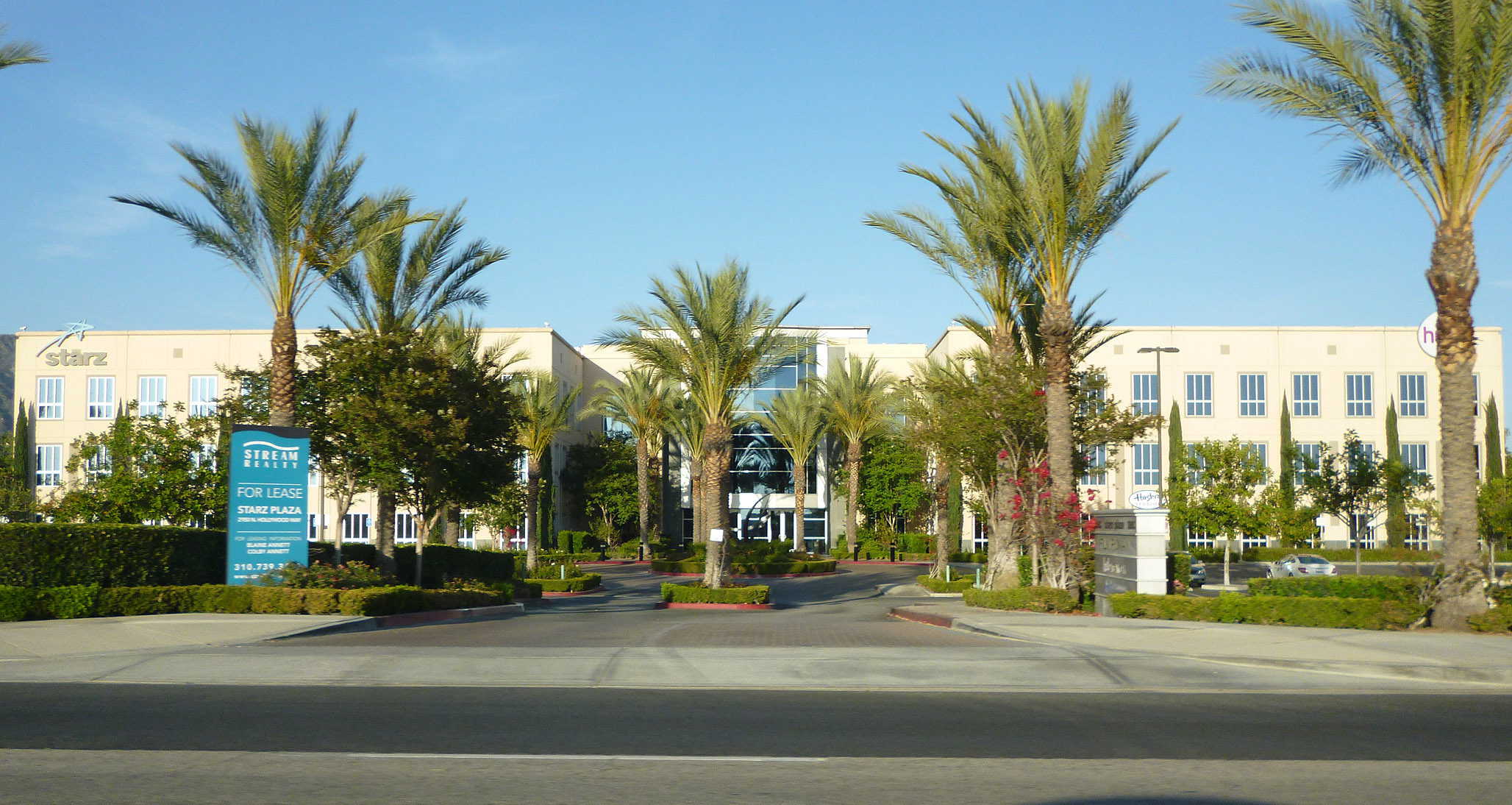
開発者のCahillsは、2011年にHasbro Studios （本社は写真付き）に参加

## 人間
ブライス・バックスター（Blythe Baxter）
動物と話せる能力を持った女の子。ブライス人形が基となっている。
ロジャー・バックスター（Roger Baxter）
ブライスの父親。シングルファーザーで、仕事は航空会社のパイロット。
アンナ・トゥオンブリー（Anna Twombly）
リトレスト・ペットショップのオーナーである女性。
ブリタニー・ビスキット（Brittany Biskit）
ウィッタニーと双子の女の子。今作の悪役に当たる。
ウィッタニー・ビスキット（Whittany Biskit）
ブリタニーと双子の女の子。今作の悪役に当たる。周りからは2人合わせて「ビスキッツ姉妹」と呼ばれている。

## ペット
ゾーイ・トレント（Zoe Trent）
歌ったり踊ったり、目立つのが大好きな紫色の犬。性別はメス。なにかと恋に落ちやすい。
ペッパー・ミルドレッド・クラーク（Pepper Mildred Clark）
冗談やいたずらが大好きなコメディアン気質のスカンクで、ゾーイとは大親友。性別はメス。
ヴィニー・テリオ（Vinnie Terrio）
ダンスが好きなお調子者のヤモリで、スニルと仲が良い。性別はオス。また、本名は「ヴィンセント・アルフォンソ・テリオ（Vincent Alfonso Terrio）」。
ミンカ・マーク（Minka Mark）
絵をかくのが得意で元気なクモザル。性別はメス。
スニル・ネヴラ（Sunil Nevla）
マジックが好きで怖がりな青いマングースで、ヴィニーと仲が良い。性別はオス。モデルであるシママングースはアフリカ大陸に生息するが、作品内ではインド風に描かれている。
ラッセル・ファーガソン（Russell Ferguson）
落ち着いていて頭がいいオレンジ色のハリネズミ。性別はオス。
ペニー・リン（Penny Ling）
リボンダンスが得意な紫色のパンダ。性別はメス。
シュガー・スプリンクルス（Sugar Sprinkles）
のんびり屋の猫で、スイート・トラックの中に住んでいる。性別はメス。
バタークリームサンデー（Buttercream Sunday）
スイート・トラックの中に住んでいるハイテンションなウサギ。性別はメス。
ゲイル・トレント（Gail Trent）
ピンク色の犬で、性別はメス。ゾーイの妹。
ディグビー（Digby）
時々ペットショップにやってくる茶色の犬。ゾーイは彼に恋している。性別はオス。

## 関連製品

### モバイルゲーム
2012年11月22日から、ゲームロフトからIOS/Android向けのアプリがリリースされた。日本語でアニメが放送されたことはなかったが、アプリは日本でも翻訳/リリースされた。